# Челнаво-Дмитриевское
Челнаво-Дмитриевское — село в Сосновском районе Тамбовской области России. Входит в состав Дегтянского сельсовета. Малая родина Героя Советского Союза Н. И. Финютина.

## География
Челнаво-Дмитриевское расположено в пределах Окско-Донской равнины, в южной части района, на берегу реки Челновая.
Расстояние до райцентра 35 километров, до Тамбова около 50. Ближайшие населённые пункты: с юга у границы села находится село Челнаво-Покровское, с севера — Челнаво-Рождественское.

## Топоним
Топоним Челнаво-Дмитриевское состоит из двух частей и первоначально имел форму Челновская Дмитриевская Слобода. Первое восходит к гидрониму Челновая; по реке названо селение Челнавский острог. Второе получило по церкви, освящённой во имя Димитрия Солунского.
Известны другие названия селения: Дмитриевский Острожек, Березнеги.

## История
Село основано как укрепление Челнавский острог и известно с 1676 года. В дальнейшем казённое село. В селе имелись земская и церковно-приходская школы.

## Население
| 2010 |
| ---- |
| 222  |

## Известные жители
Среди известных уроженцев села — Герой Советского Союза Н. И. Финютин и генерал-лейтенант, кавалер двух орденов Ленина С. Т. Гладышев.

## Инфраструктура
Личное подсобное хозяйство.

## Транспорт
Имеется автобусное сообщение с центром сельсовета селом Дегтянка, а также районным центром и Тамбовом.
Остановка общественного транспорта «Челнаво-Дмитриевское».